# Andrei Șaguna
Andrei Șaguna (né Anastasiu Șaguna en roumain ou Anasztáz Siaguna en hongrois ou Anastasius Freiherr von Schaguna en allemand), né le 20 décembre 1808 à Miskolc, actuelle Hongrie et mort le 28 juin 1873 à Sibiu, à cette époque Autriche-Hongrie, est un métropolite transylvain roumain, militant pour les droits des orthodoxes sous la domination des Hongrois catholiques et les droits des roumains de Transylvanie. Il est le fondateur du Gymnasium roumain de Brașov en 1851 et membre d'honneur de l'Académie roumaine,,.
Il est le premier président de l'ASTRA, association crée dans le but de promouvoir la culture et littérature roumanophone en Transylvanie,.

## Biographie
Andrei Șaguna naît le 20 décembre 1808 à Miskolc, au nord de la Hongrie de parents aroumains originaires de Grabova (Greãva en aroumain), un village aroumain en Albanie situé près de Moscopole. En 1814, son père, Naum Șaguna, se convertit au catholicisme. Andrei finit son gymnasium catholique chez les Piaristes de Pest en 1826.
Entre 1826 et 1829, il étudie la philosophie et le droit à l'université de Pest puis la théologie à Vršac. En 1833, il devient moine de l'Ordre de saint Basile le grand. Entre le 15 et le 27 juin 1846, il est nommé vicaire général à Sibiu.